# Financier

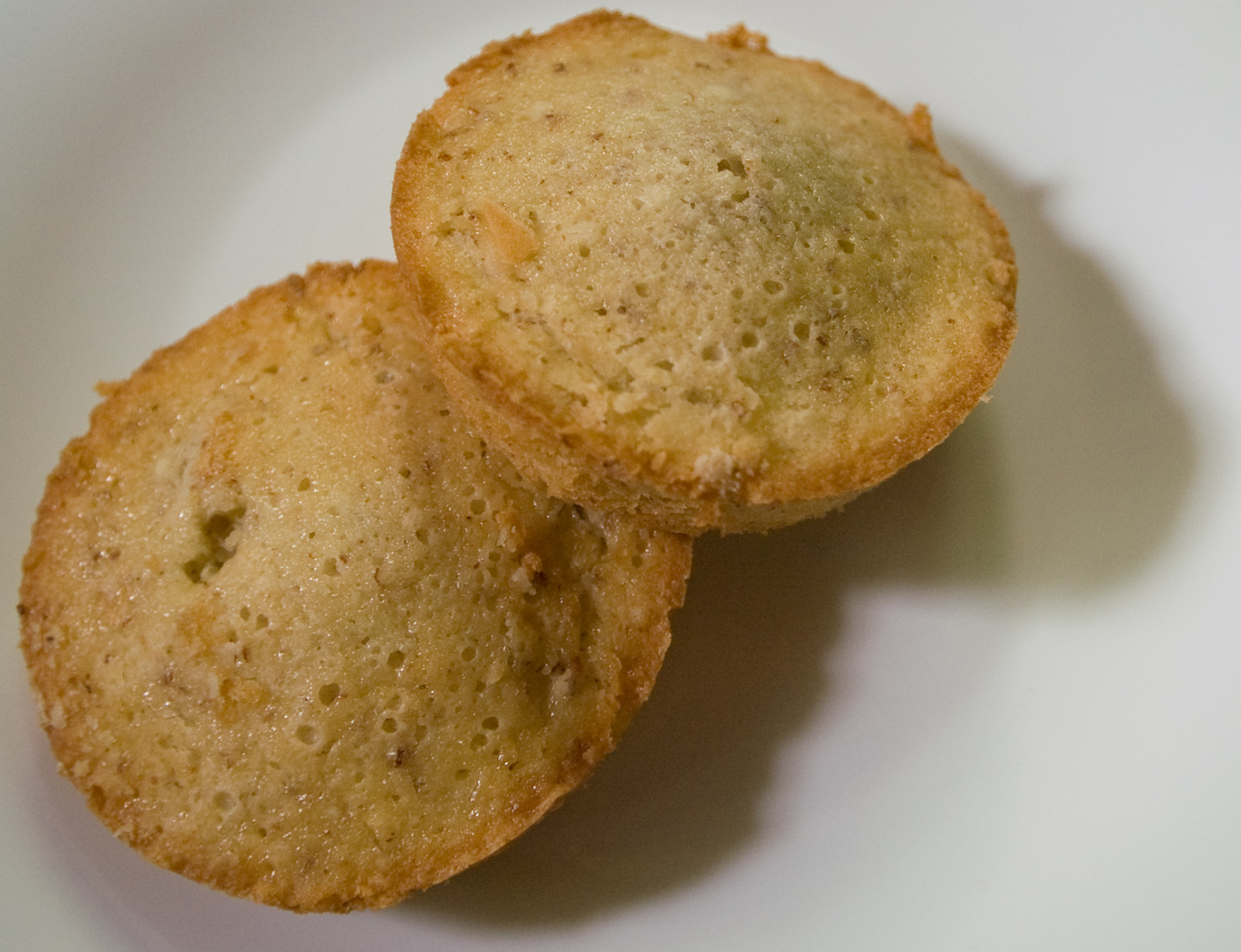
Dos financiers.

El financier (en francés ‘financiero’) es un pastel que contiene almendra molida. A veces se llama visitandine (‘visitación’) en ciertas pastelerías que han conservado el nombre tradicional.

## Origen
Según la leyenda, este pastel fue inventado por una pastelería francesa —llamado Lasne— para ser consumido por los financieros sin ensuciarse las manos.
Los financiers fueron originalmente pequeños pasteles ovalados preparados por las Hermanas de la Orden de la Visitación. Los suizos adaptaron posteriormente la receta dándoles forma de lingote, y cambiando el nombre a financiers.